# B55
De B55 is een stoel ontworpen door Marcel Breuer en staat ook wel bekend als de Freischwinger B55-stoel.